# 古圆通寺
古圆通寺，位于山西省太原市杏花岭区鼓楼街道东缉虎营路南20号院内（东辑虎营街48号），介于东缉虎营与东后小河巷之间。对面为晋商博物院（原督军府）后门。近地铁缉虎营站。
古圆通寺创建年代不详，原为明初晋藩方山王美垣府佛堂。现存主体建筑建于明代，占地面积273平方米，二进院落，包括中轴线上的过殿、正殿，及东西配殿，共10余间。正殿和过殿均为面阔三间，进深二间，分别为悬山顶和硬山顶，正殿孔雀蓝琉璃瓦剪边。

## 保护
2000年9月21日，古圆通寺公布为第二批太原市文物保护单位。2014年修复。